# Wolfgang Kirsch (Altphilologe)

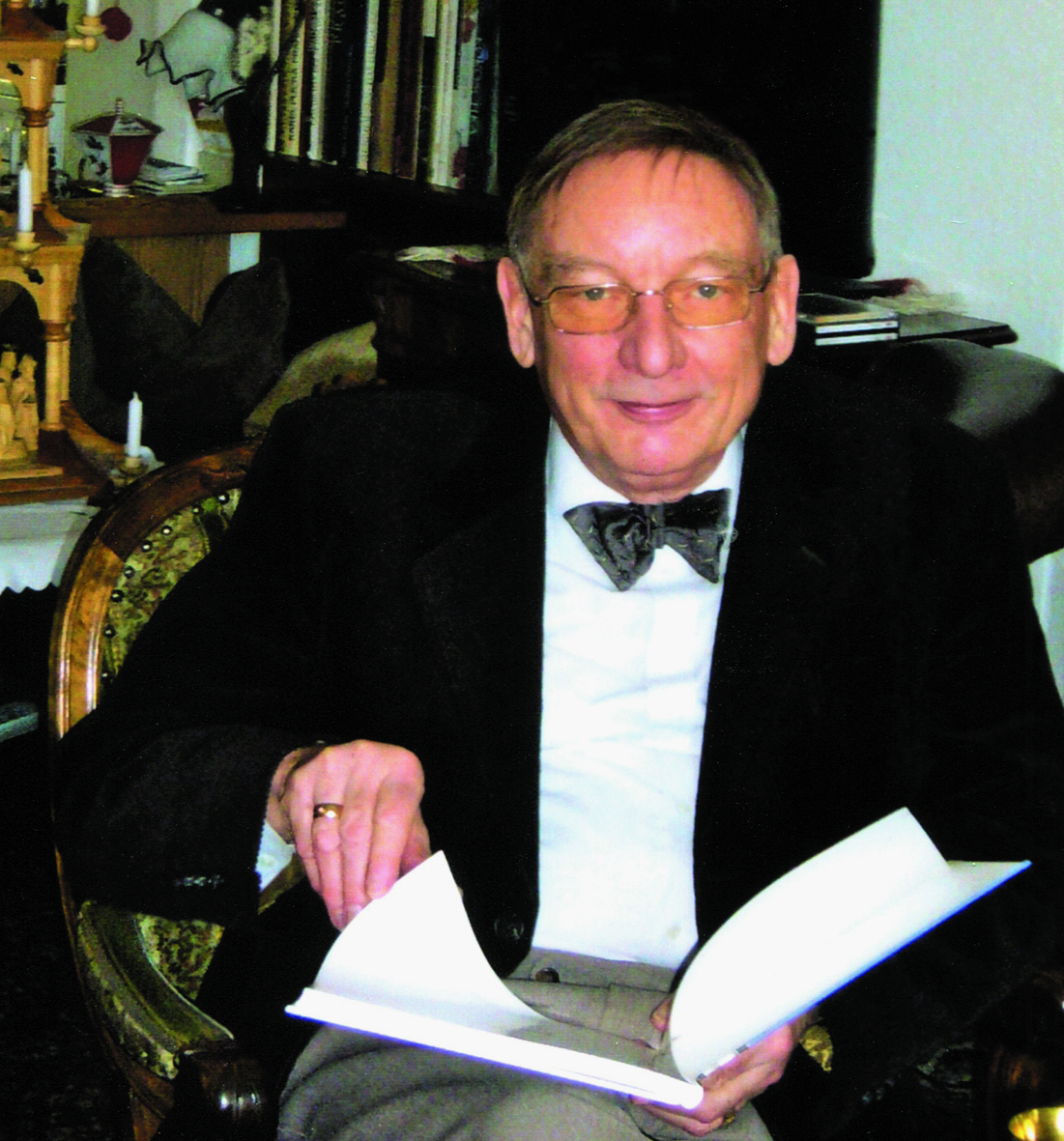
Wolfgang Kirsch, 2009

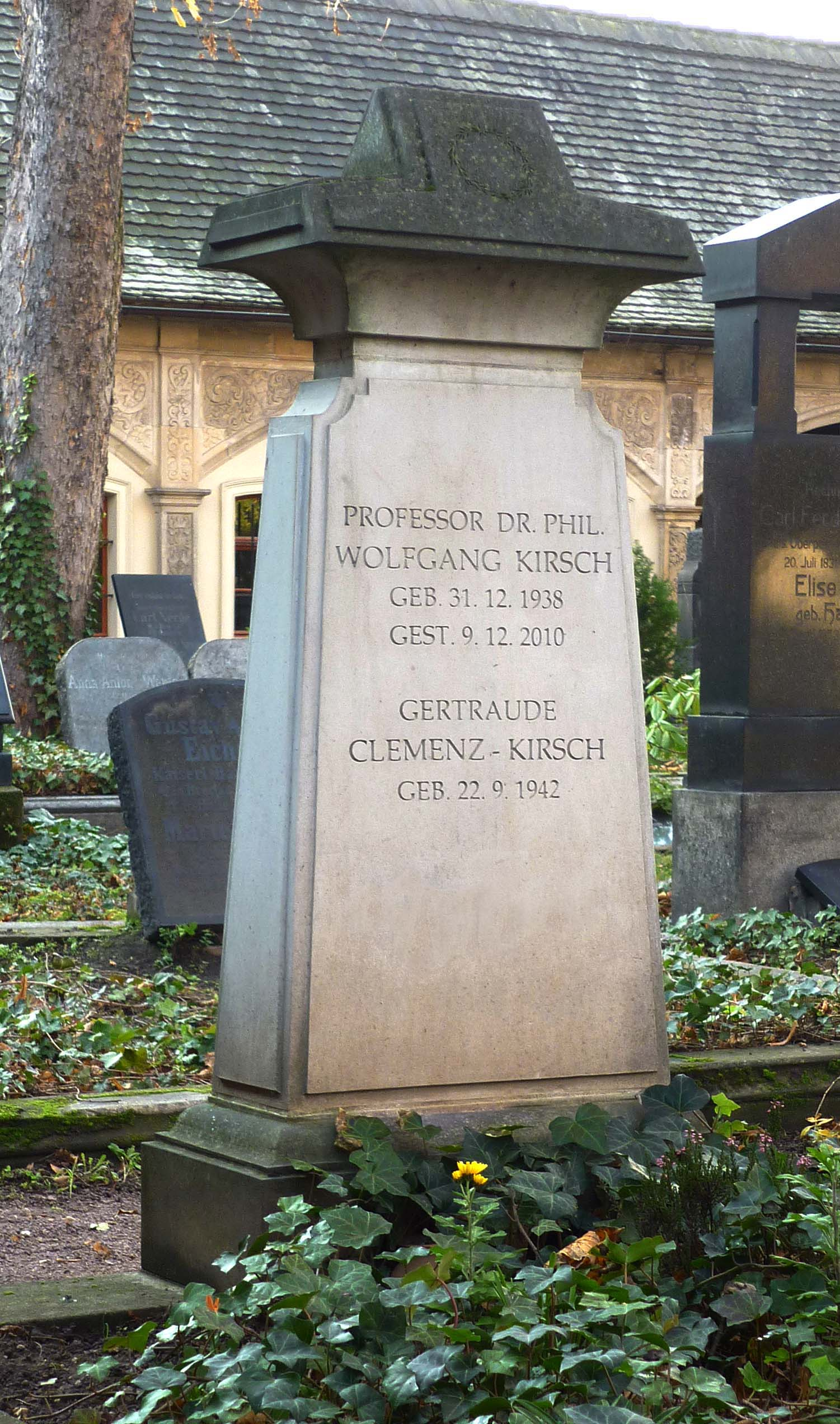
Grabstelle von Wolfgang Kirsch auf dem halleschen Stadtgottesacker

Wolfgang Kirsch (* 31. Dezember 1938 in Westewitz, Kreis Döbeln; † 9. Dezember 2010 in Halle (Saale)) war ein deutscher Altphilologe mit fachlichen Lehr- und Forschungsschwerpunkten für spät- und mittellateinische Dichtung (Alexanderroman).
Wolfgang Kirsch war Spezialist für die lateinische Literatur der Spätantike und des Mittelalters. Er veröffentlichte kritische Editionen verschiedener mittellateinischer Texte sowie zahlreiche Aufsätze. Sein Vater war Edgar Kirsch (1903–1978), sein Bruder Rainer Kirsch (1934–2015), Dichter. Die Witwe von Wolfgang Kirsch ist Gertraude Clemenz-Kirsch.

## Werdegang
Kirsch machte sein Abitur an der August-Hermann-Francke-Oberschule in Halle. Von 1956 bis 1962 studierte er Germanistik, Anglistik und Latinistik an der Martin-Luther-Universität Halle-Wittenberg in Halle an der Saale, mit dem Berufsziel Oberstufenlehrer. Von 1962 bis 1967 war er Lehrer für Deutsch und Latein an der Erweiterten August-Hermann-Francke-Oberschule in Halle. Von 1967 bis 1969 war er Lektor und von 1969 bis 1971 Dozent für deutsche Sprache und Literatur an der philosophischen Universität Kyrill und Method, Skopje (Makedonien). 1969 wurde er promoviert und 1982 habilitiert. Ab 1982 war er Dozent und 1986 wurde Kirsch ordentlicher Professor für Lateinische Philologie an der Martin-Luther-Universität Halle-Wittenberg. Von 1989 bis 1990 war Kirsch Direktor der Sektion Orient- und Altertumswissenschaften. Von 1990 bis 1991 war er Leiter des Wissenschaftsbereichs Griechisch-römisches Altertum der Martin-Luther-Universität Halle-Wittenberg.
Ab 1978 war Kirsch Mitglied des Wissenschaftlichen Rates für Archäologie und Alte Geschichte bei der Akademie der Wissenschaften der DDR. 1981 wurde er Mitglied des Wissenschaftlichen Beirates für Altertumswissenschaften beim Ministerium für Hoch- und Fachschulwesen und 1986 Vorsitzender der Zentralen Fachkommission Latein/Methodik Altsprachenunterricht. 1988 war er Gründungsmitglied des I. Internationalen Mittellateinerkongress in Heidelberg und Berufung in das Internationale Mittellateinerkomitee und von 1978 bis 1990 Mitglied der Redaktion des Philologus.
Wolfgang Kirsch wurde am 1. März 1990 als Direktor der Sektion Orient- und Altertumswissenschaften entpflichtet. Ab 1993 wirkte der Wissenschaftler als Privatgelehrter und arbeitete bis zu seinem Tod an seinem Opus Magnum Laudes Sanctorum, einem umfassenden Handbuch der lateinischen Versepen zu hagiographischen Themen vom 4. bis zum 10. Jahrhundert.

## Schriften (Auswahl)
- Quilichinus de Spoleto: Historia Alexandri Magni. Nebst dem Text der Zwickauer Handschrift der Historia de preliis Alexandri Magni Rezension I 3 (= Živa antika. Posebna izdanja. Monografii. 4, ISSN 0514-7697). Univerzitetska Pečatnica, Skopje 1971
- Historie von Alexander dem Großen (= Reclams Universal-Bibliothek. 625). Aus dem Mittellateinischen. Reclam, Leipzig 1975, (mehrere Auflagen).
- Willibald Pirckheimer: Verteidigungsrede oder Selbstlob der Gicht. = Apologia seu podagrae laus (= Jahresgabe der Pirckheimer-Gesellschaft im Kulturbund der DDR. 1988). Lateinisch und deutsch. Mit zehn Kupferstichen von Baldwin Zettl. Aufbau-Verlag, Berlin u. a. 1988, ISBN 3-351-00628-4.
- Das Buch von Alexander, dem edlen und weisen König von Makedonien. Mit den Miniaturen der Leipziger Handschrift. Reclam, Leipzig 1991, ISBN 3-379-00381-6.
- Chronik vom Petersberg. = (Cronica Montis sereni). Nebst der (Genealogie der Wettiner). fliegenkopf, Halle 1996, ISBN 3-930195-18-6.
- Laudes Sanctorum. Geschichte der hagiographischen Versepik vom IV. bis X. Jahrhundert. 2 (in 4) Bände. Hiersemann, Stuttgart 2004–2012;
  - Band 1: Ansätze (IV. – VIII. Jahrhundert) (= Quellen und Untersuchungen zur lateinischen Philologie des Mittelalters. 14, 1, 1–2). 2 Teilbände. 2004, ISBN 3-7772-0404-8 (Tlbd. 1), ISBN 3-7772-0411-0 (Tlbd. 2);
  - Band 2: Entfaltung (VIII. – X. Jahrhundert) (= Quellen und Untersuchungen zur lateinischen Philologie des Mittelalters. 14, 2, 1–2). 2 Teilbände. 2011–2012, ISBN 978-3-7772-1120-6 (Tlbd. 1), ISBN 978-3-7772-1217-3 (Tlbd. 2).
- Bartholomäus Ghotan: Dyaloghus Vite et Mortis. Zwiegespräch zwischen Leben und Tod. Faksimiledruck nach dem Original in der Abteilung für seltene Drucke und Handschriften der Wissenschaftlichen Bibliothek der Staatlichen Lomonossow-Universität Moskau. Essay von Ekatarina Skvairs, Moskau / Übersetzung von Wolfgang Kirsch. Verein der Bibliophilen und Graphikfreunde Magdeburg und Sachsen-Anhalt e. V. „Willibald Pirckheimer“, Magdeburg 2006.
- Willibald Pirckheimer: Verteidigungsrede oder Selbstlob der Gicht. Elegie auf den Tod Albrecht Dürers. Herausgegeben von Gertraude Clemenz-Kirsch und Joachim Jahns. Mit einer Umschlaggrafik, vorn: Juliane Jahns, „Pirckheimer und Dürer mit den sieben Posaunenengeln“, Acryl auf Holz, 2013, Umschlaggrafik, hinten: Juliane Jahns, „Willibald Pirckheimer und Albrecht Dürer“, Acryl auf Papier, 2013. Jahresgabe der Pirckheimer-Gesellschaft 2013. Dingsda-Verlag Querfurt, Leipzig 2013, ISBN 978-3-928498-47-0.

## Artikel (Auswahl)
- Kaiser Friedrich II. – ein neuer Alexander. In: Archiv für Kulturgeschichte. Band 56, Nr. 1, 1974, S. 217–220, doi:10.7788/akg.1974.56.1.217.
- Claudians Gigantomachie als politisches Gedicht. In: Heinrich Scheel (Hrsg.): Rom und Germanien. Dem Wirken Werner Hartkes gewidmet (= Sitzungsberichte der Akademie der Wissenschaften der DDR. G, 1982, 15, ISSN 0138-4015). Akademie-Verlag, Berlin 1983, S. 92–98.
- Alexander der Große bei den slawischen Makedoniern. In: Jürgen Dummer, Johannes Irmscher (Hrsg.): Byzanz in der europäischen Staatenwelt. Eine Aufsatzsammlung (= Berliner byzantinistische Arbeiten. 49, ISSN 0067-6055). Akademie-Verlag, Berlin 1983, S. 210–216.
- Paulinus von Nola und Nicetas von Remesiana. Zur Literaturauffassung zweier Christen des 4. Jahrhunderts. In: Vladimr Vavrnek (Hrsg.): From late antiquity to early Byzantium. Proceedings of the Byzantinological Symposium in the 16th International Eirene Conference. Academia, Prag 1985, S. 189–194.
- St Patrick’s Concept of Peace. In: Dorothea Siegmund-Schultze (Hrsg.): Irland – Kultur und Gesellschaft V (= Martin-Luther-Universität Halle-Wittenberg. Wissenschaftliche Beiträge. 1987, 40 = Wissenschaftliche Beiträge. Reihe F, 71). Martin-Luther-Universität Halle-Wittenberg – Wissenschaftsbereich Anglistik, Halle (Saale) 1987, ISBN 3-86010-053-X.
- Hrotsvit von Gandersheim als Epikerin. In: Walter Berschin (Hrsg.): Lateinische Kultur im X. Jahrhundert Akten des I. Internationalen Mittellateinerkongresses. Heidelberg, 12.–15.IX. 1988 (= Mittellateinisches Jahrbuch. Band 24/25, 1989/1990). Hiersemann, Stuttgart 1991, ISBN 3-7772-9137-4, S. 215–224.